# رومان ماليش
رومان ماليش (بالألمانية: Roman Mählich)‏ (مواليد 17 سبتمبر 1971) هو لاعب كرة قدم. يلعب مع منتخب النمسا لكرة القدم. سبق له أن لعب في كأس العالم لكرة القدم مع منتخب بلاده.

## روابط خارجية
- رومان ماليش على موقع الاتحاد الدولي (مؤرشف)  (الإنجليزية)
- رومان ماليش على موقع قاعدة بيانات كرة القدم.إي يو (الإنجليزية)
- رومان ماليش على موقع ناشيونال فوتبول تيمز (الإنجليزية)
- رومان ماليش على موقع Soccerway.com (الإنجليزية)
- رومان ماليش على موقع عالم كرة القدم.نت (الإنجليزية)